# Košické Oľšany
Košické Oľšany (1948–1969 Košické Olšany) ist eine Gemeinde in der Ostslowakei mit 1200 Einwohnern.
Die Nähe der Gemeinde Košické Oľšany zu Košice und die gute Verkehrsanbindung hat in den letzten Jahren zu einem Bevölkerungsanstieg geführt. 1991 hatte die Gemeinde 895 Einwohner, Ende 2007 waren es bereits 1200 Einwohner. Košické Oľšany ist heute Grundschulstandort.

## Geografie
Die Gemeinde Košické Oľšany ist die direkte östliche Nachbargemeinde der Großstadt Košice, etwa sechs Kilometer Luftlinie von deren Zentrum entfernt. Košické Oľšany liegt am linken (östlichen) Ufer der Torysa. Das hier etwa 2000 Meter breite Torysatal ist in Richtung Westen durch den Höhenrücken Košická hora vom Tal des Hornád getrennt, der durch Košice fließt. Auf dem Kamm des Bergrückens liegt mit Košická Nová Ves bereits ein Stadtteil Košices. Das Torysatal um Košické Oľšany ist ein Ausläufer des Talkessels Košická kotlina. Umgeben wird Košické Oľšany von den Nachbargemeinden Rozhanovce im Norden, Ďurďošík im Nordosten, Olšovany im Südosten, Sady nad Torysou im Süden sowie Košice im Westen.

## Geschichte

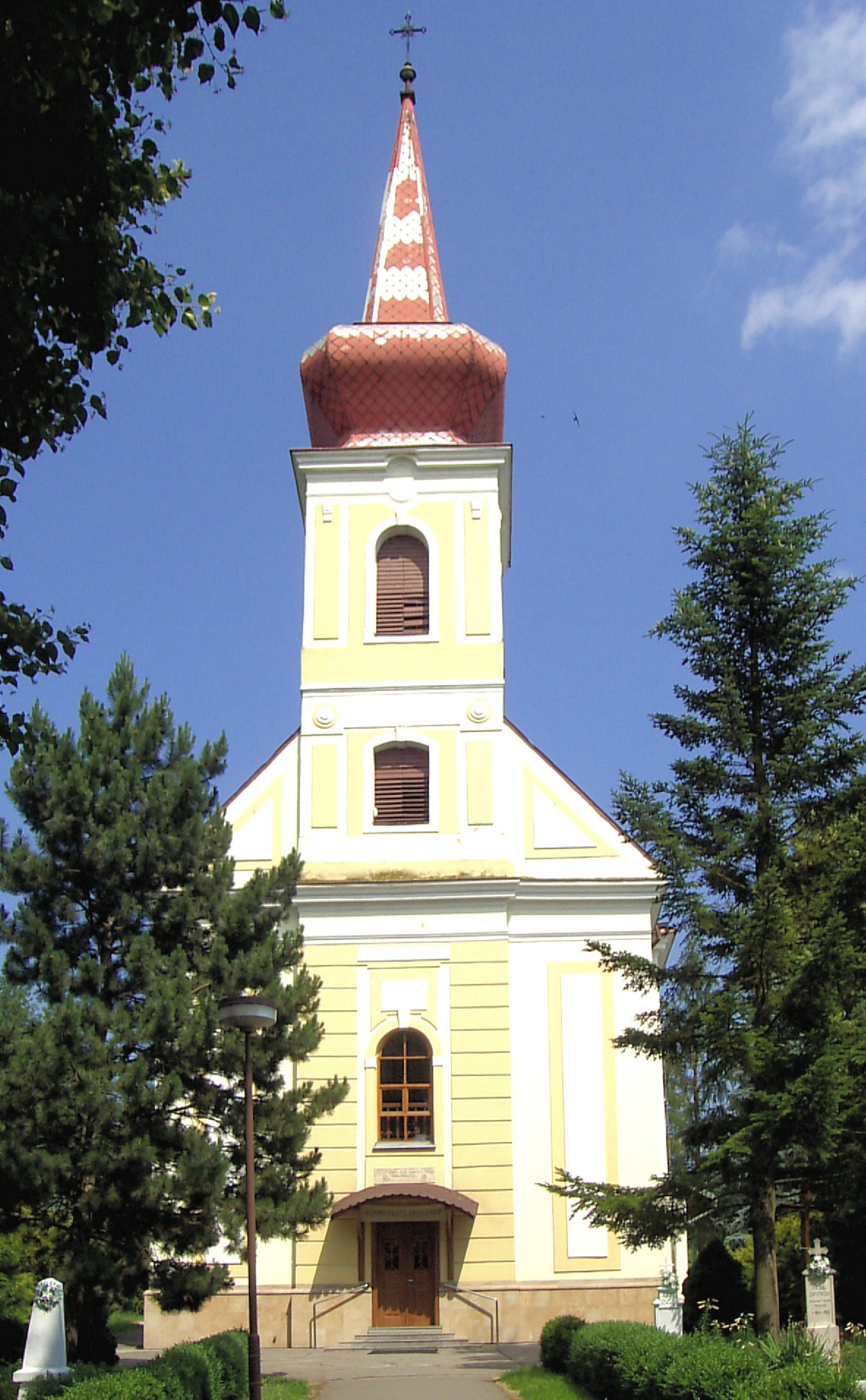
Römisch-katholische Kirche in Košické Oľšany

Košické Oľšany besteht aus zwei Siedlungskernen – den lange selbständigen Dörfern Vyšný Olčvár und Nižný Olčvár, die 1944 vereinigt wurden und inzwischen zusammengewachsen sind. Die ursprünglichen beiden Orte wurden erstmals 1288 unter dem Namen villa Olchwar urkundlich erwähnt. 1598 hatte Vyšný Olčvár 16 und Nižný Olčvár 21 Häuser.
Die römisch-katholische Kirche svätého Štefana Uhorského stammt aus dem Jahr 1810 und wurde von 1875 bis 1879 sowie 1911 restauriert.

## Bevölkerung
| Jahr                | 1994 | 2004     | 2014    | 2024    |
| ------------------- | ---- | -------- | ------- | ------- |
| Anzahl der Personen | 843  | 1154     | 1262    | 1388    |
| Unterschied         |      | +36,89 % | +9,35 % | +9,98 % |

| Jahr                | 2023 | 2024    |
| ------------------- | ---- | ------- |
| Anzahl der Personen | 1363 | 1388    |
| Unterschied         |      | +1,83 % |

Die Bevölkerung der Gemeinde Košické Oľšany besteht zu 89 % aus Slowaken, 8 % der Bewohner sind Roma. 83 % der Einwohner bekennen sich zur römisch-katholischen Kirche, 4 % der Einwohner gaben griechisch-katholisch und ca. 3 % reformiert als Konfession an.

## Verkehrsanbindung
Durch Košické Oľšany führt die stark befahrene Fernstraße 50 (Košice–Michalovce), die zugleich einen Abschnitt der Europastraße 50 bildet. Entlang des Torysatales verläuft die Straße von Rozhanovce über Košické Oľšany nach Košická Polianka. Planungen zufolge wird der Endausbau der Autobahn D1 von Prešov kommend dem Torysatal bis Košické Oľšany folgen und unmittelbar nördlich der Gemeinde nach Osten in Richtung ukrainische Grenze abbiegen.

## Belege
1. ↑  Hustota obyvateľstva - obce [om7014rr_obc=AREAS_SK, v_om7014rr_ukaz=Rozloha (Štvorcový meter)]. Statistical Office of the Slovak Republic, 31. März 2025, abgerufen am 31. März 2025 (slowakisch).
2. ↑  Počet obyvateľov podľa pohlavia - obce (ročne) [om7101rr_obce=AREAS_SK]. Statistical Office of the Slovak Republic, 31. März 2025, abgerufen am 31. März 2025 (slowakisch).
3. 1 2  Počet obyvateľov podľa pohlavia - obce (ročne) [om7101rr_obce=AREAS_SK]. Statistical Office of the Slovak Republic, 31. März 2025, abgerufen am 31. März 2025 (slowakisch).
4. ↑  Statistikportal MOŠ (Seite nicht mehr abrufbar, festgestellt im April 2019. Suche in Webarchiven)  Info: Der Link wurde automatisch als defekt markiert. Bitte prüfe den Link gemäß Anleitung und entferne dann diesen Hinweis.